# Martin Abendroth
Martin Abendroth   (Berlín, 4 d'octubre de 1883 - 14 de desembre de 1977) va ser un cantant d'òpera (baix-baríton) i professor de veu alemany.

## Vida i carrera
Abendroth es va formar a Berlín, on va néixer. El 1906 va debutar al Stadttheater Königsberg. Després va cantar al Stadttheater de Krefeld, a l'Òpera de Wrocław, al Staatstheater Wiesbaden i a partir de 1925 a la Staatsoper Unter den Linden de Berlín. Va crear el paper del Doctor al Wozzeck d'Alban Berg el 14 de desembre de 1925, dirigit per Erich Kleiber, amb Leo Schützendorf en el paper principal.
De 1927 a 1931 també va ser membre del Berliner Krolloper. A l'obertura de la casa el 19 de novembre de 1927, va aparèixer com a Rocco a Fidelio de Beethoven. Va participar en la primera representació escènica de l'Èdip Rei de Stravinski, dirigida per Otto Klemperer. El 1929, va aparèixer al Festival de Sopot a la Forest Opera com Pogner a Die Meistersinger von Nürnberg de Wagner.
També va aparèixer com a cantant de concerts i cançons. Estava casat amb la soprano Marianne Keiler, que treballava a Mannheim, Breslau i Wuppertal.
Va gravar àries de Sarastro de la Die Zauberflöte de Mozart el 1928.